# César Goyeneche
Goyeneche  Acuña est un nom espagnol. Le premier nom de famille, en général paternel, est Goyeneche ; le second, en général maternel, souvent omis, est Acuña.
César Goyeneche Acuña, né le 26 août 1974 à Bogota, est un coureur cycliste colombien.

## Palmarès sur route
- 1994
  -  Médaillé de bronze de la course en ligne des championnats panaméricains
- 1996
  - 7e du championnat du monde sur route espoirs[1]
- 1997
  - 4eb et 5e étapes du Tour du Táchira
  - 11e étape du Tour du Mexique
  - 9e étape du Clásico RCN
  - 3e du championnat de Colombie sur route
- 1998
  - 9e étape du Tour du Táchira
- 1999
  -  Champion de Colombie sur route